# Ladislav Mačupa
Ladislav Mačupa (* 5. prosince 1948) je bývalý slovenský fotbalista. Jeho bratr-dvojče Jozef Mačupa je bývalý ligový fotbalista Prešova.

## Fotbalová kariéra
V československé lize hrál za Tatran Prešov. Nastoupil ve 2 ligových utkáních. Gól nedal.

## Ligová bilance
| Ročník                                   | Zápasy | Góly | Klub          |
| ---------------------------------------- | ------ | ---- | ------------- |
| 1. československá fotbalová liga 1971/72 | 2      | 0    | Tatran Prešov |
| CELKEM                                   | 2      | 0    |               |